# Тенаг
Тенаг (др.-греч. Τενάγης) — персонаж древнегреческой мифологии, сын Гелиоса
и Роды, имел шесть братьев и одну сестру (по Гесиоду — две сестры). Четыре его брата (Актий, Триоп, Макарей и Кандал) убили его из зависти, так как Тенаг был больше них одарен в астрологии.
Когда преступление было раскрыто, все, кто принимал участие в убийстве, бежали с Родоса. Макарий — на Лесбос, Кандал — на Кос, Триоп — в Карию, а Актий — в Египет, где основал город Гелиополь, который назвал в честь своего отца.
Другие братья (Охим и Керкаф), не принимали участия в убийстве, поэтому остались на Родосе.